# Дермитцель, Фридрих Карл
Фридрих Карл Дермитцель (нем. Friedrich Karl Dermietzel; 7 февраля 1899, Лунов-Штольценхаген, — 7 июля 1981, Кёльн) — немецкий врач, организатор санитарного дела в войсках СС, бригадефюрер и генерал-майор войск СС.

## Биография
Сын землевладельца, депутата прусского ландтага Фридриха Дермитцеля. После начала Первой мировой войны, 18 июня 1915 г. поступил добровольцем в 1-й (Прусский) запасной инженерный батальон. 26 января 1916 г. был переведен в 1-й (Восточно-Прусский) инженерный батальон «Князь Радзивилл», и отправлен на фронт. 31 декабря 1916 г. получил чин лейтенанта. Награждён Железным Крестом 1-го и 2-го классов. После окончания войны, 22 сентября 1919 г. уволился с военной службы.
Позднее получил высшее медицинское образование, доктор медицины.
1 мая 1932 г. вступил в НСДАП (Билет № 1 106 473), а 25 июня того же года, в СС (удостоверение № 31 115).
В 1935 г. Дермитцель становиться адъютантом Имперского врача СС Эрнста-Роберта Гравитца, а спустя короткое время - заместителем начальника медико-санитарного управления в составе Главного управления СС. С 1 апреля 1936 по 1 февраля 1937 г. - руководитель медико-санитарной службы отрядов «Мёртвая голова», лагерной охраны концлагерей. С 1 августа 1936 г. дополнительно становится начальником медико-санитарной службы частей усиления СС (нем. SS-Verfügungstruppen), прообразом войск СС.
С января по апрель 1937 г. временно замещал Эрнста-Роберта Гравитца на постах Имперского врача СС и начальника медико-санитарного управления Главного управления СС, когда тот принимал дела президента Немецкого Красного Креста. Кроме того, Дермитцель также в разное время являлся членом кружка друзей Рейхсфюрера СС и членом правления Лебенсборна.
С 1 апреля 1937 по 1 апреля 1940 г. - начальник медико-санитарного управления Главного управления СС. Затем, с 1 декабря 1940 по 10 апреля 1942 года он являлся начальником медицинской службы 2-й дивизии СС «Рейх», а затем, с 15 ноября 1942 г. - 2-го танкового корпуса СС. 26 октября 1944 г. назначен начальником медицинской службы 6-й танковой армии (находился в должности до 15 января 1945 г.)

## Производство в чины
- Унтерштурмфюрер СС (31 июля 1933)
- Оберштурмфюрер СС (30 января 1934)
- Гауптштурмфюрер СС (9 мая 1934)
- Штурмбаннфюрер СС (20 апреля 1935)
- Оберштурмбаннфюрер СС (1 января 1936)
- Штандартенфюрер СС (9 ноября 1936)
- Оберфюрер СС (20 апреля 1938)
- Бригадефюрер СС и генерал-майор войск СС (20 апреля 1942)

## Награды и знаки отличия
- Железный крест обр. 1914 года 2-го класса
- Железный крест обр. 1914 года 1-го класса
- Пряжка к Железному кресту 2-го класса
- Крест «За военные заслуги» 1-й и 2-й степени с мечами
- Немецкий крест в серебре (2 июня 1944)
- Почётный крест Первой мировой войны 1914/1918
- Знак отличия СС "За верную службу в СС"
- Почетная шпага Рейхсфюрера СС
- Кольцо «Мёртвая голова»